# Rolls-Royce Avon
Pour les articles homonymes, voir Rolls-Royce et Avon.
Le Rolls-Royce Avon est le premier moteur à réaction à compresseur axial conçu et produit par Rolls-Royce. Rendu public en 1950, le moteur et ses évolutions successives deviennent l’un des plus grands succès du constructeur après la Seconde Guerre mondiale. Il sera utilisé sur un grand nombre d’aéronefs occidentaux, tant civils que militaires, ne cessant d’être produit qu’au bout de 24 ans, en 1974.
Au début du XXIe siècle, le Rolls-Royce Avon est toujours utilisé dans l’industrie comme turbine génératrice d’électricité.

## Conception et développement
L’équipe de conception de l’Avon est emmenée par l’ingénieur Alfred Cyril Lovesey (1899-1976), qui avait précédemment été chargé du développement du Merlin. Le moteur devait à la fois être un banc d’essai pour la première incursion de Rolls-Royce dans le domaine des moteurs à compression axiale, et, si le succès technique était au rendez-vous, devenir le remplaçant du Nene de 22 kilonewtons (kN) de poussée. D’abord connu sous le nom de AJ.65 (pour l’anglais Axial Jet, 6 500 lbf) et initialement conçu par Alan Arnold Griffith (1893-1963), le moteur est développé comme un simple corps avec un compresseur à huit puis dix étages, un débit massique de 68 kilogrammes par seconde et un taux de compression de 7,45 pour un. Le développement débute en 1945 et les premiers prototypes sortent des ateliers en 1947. Le lancement est cependant quelque peu retardé par un certain nombre de problèmes mineurs. Les premiers Avon à prendre l’air sont deux Avon RA.2 installés dans un Lancastrian converti immatriculé VM732, qui décolle de l’aérodrome de Hucknall, à une dizaine de kilomètres au nord de Nottingham, le 15 août 1948.
Les modifications et améliorations qui se succèdent jusqu’à la série des Avon 200 sont d’importance, aboutissant à un moteur complètement différent finissant par présenter peu de traits communs avec les premiers modèles. Cependant, le nom d’Avon sera toujours conservé. Au nombre des différences, le secteur de la combustion, complètement remanié, un compresseur à quinze étages basé sur celui de l'Armstrong Siddeley Sapphire, ainsi que d’autres améliorations.

## Histoire opérationnelle

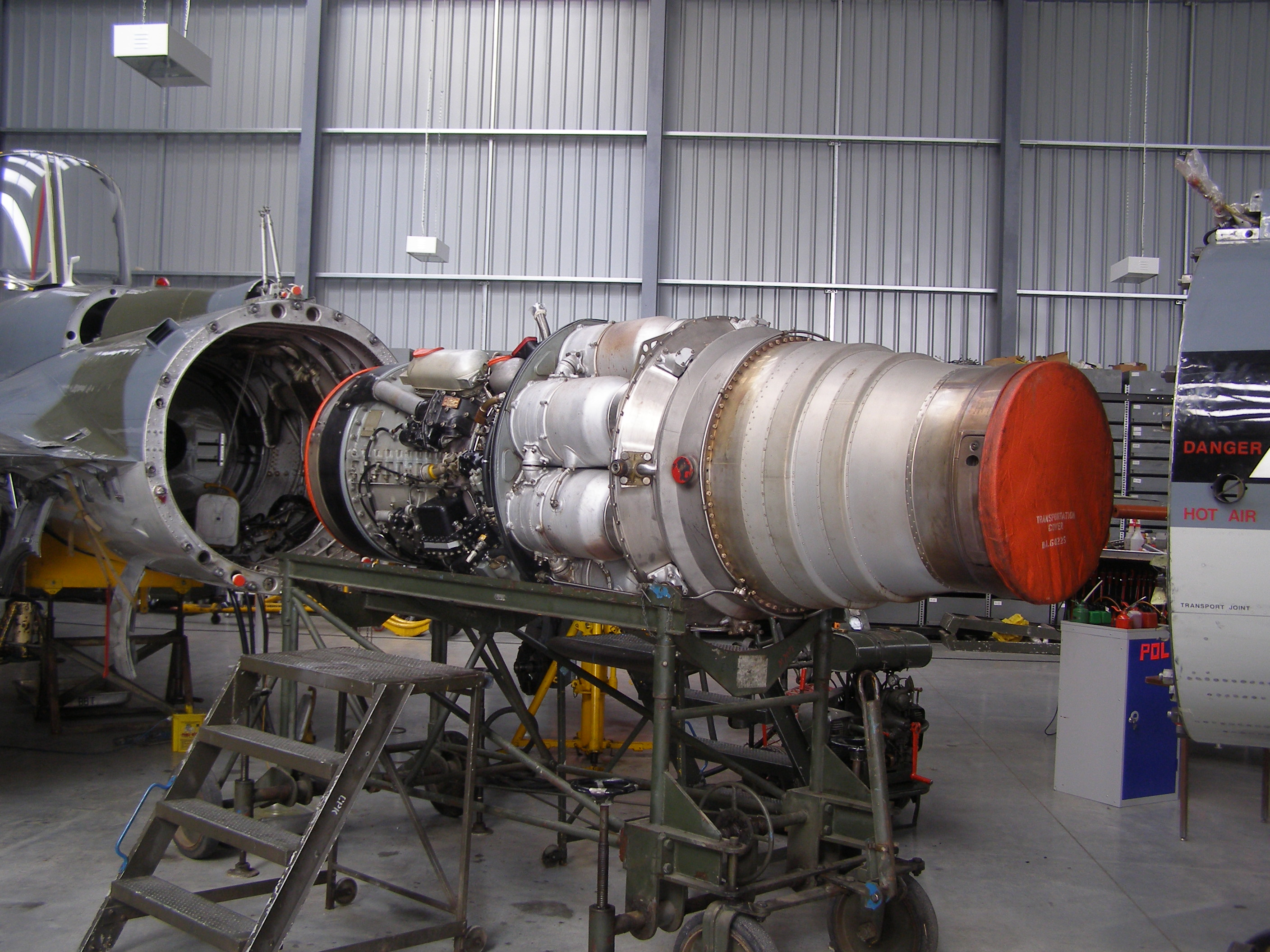
Rolls-Royce Avon Mark 122 - L’arrière du fuselage du Hawker Hunter peut être démonté pour faciliter la maintenance du moteur.

Le Rolls-Royce Avon entre finalement en production en 1950 ; la version RA.3/Mk.101 d’origine peut fournir 29 kilonewtons (kN) de poussée à l’English Electric Canberra B.2. Des versions similaires sont utilisées dans les Canberra B.6, Hawker Hunter et Supermarine Swift. Des versions plus puissantes suivent rapidement, le RA.7/Mk.114 produisant 32,7 kN propulse le de Havilland Comet C.2, le RA.14/Mk.201 de 42 kN le Vickers Valiant et le RA.26 de 44 kN est utilisé dans les Comet C.3 et Hawker Hunter F.6. Un de Havilland Comet 4 motorisé par des Avon est le premier avion à réaction commercial à assurer une liaison transatlantique régulière en 1958. La série connaît son aboutissement avec le RA.29 Mk.301/2 (RB.146) de 56,45 kN, pouvant atteindre 72,77 kN avec la postcombustion ; ce modèle est utilisé dans les versions tardives de l'English Electric Lightning. Parmi les autres avions motorisés par l’Avon, on trouve encore le de Havilland Sea Vixen et le Fairey Delta.
L’Avon est également produit sous licence par Svenska Flygmotor, le RA.3/Mk.109 étant rebaptisé RM5 et une version plus puissante (délivrant 76,11 kN), le RA.29, RM6. Le RM5 motorise le Saab 32 Lansen et le RM6 est utilisé pour propulser le Saab 35 Draken.
La Belgique fait elle aussi l’acquisition d’une licence auprès de Rolls-Royce, et la Fabrique nationale produit ainsi 300 Avon 113 et davantage encore d’Avon 203.
Aux États-Unis, l’Avon (dans sa version RA.28-49) est retenu pour propulser l’aéronef expérimental à décollage et atterrissage verticaux de Ryan, le X-13 Vertijet.
En Australie, la Commonwealth Aircraft Corporation utilise l’Avon pour son CA-27 Avon-Sabre, une version revisitée du F-86 Sabre de North American.
La production industrielle du Rolls-Royce Avon continue, essentiellement pour les Caravelle de Sud-Aviation et les Lightning d’English Electric, jusqu’en 1974, date à laquelle environ 11 000 réacteurs sont sortis d’usine. L’Avon est resté en service jusqu’au 23 juin 2006, quand la Royal Air Force retire ses derniers Canberra PR.9 du service.

## Déclinaisons
AJ65La désignation d’origine, les lettres signifiant Axial Jet 6500 (livres de poussée).
RA.3Désignation civile pour les premières sorties d’usine de l’Avon (29 kN ou 6500 lbf).
Mk.100 seriesDésignation militaire de l’Avon RA.3 ci-dessus.
RA.7Désignation civile pour une version plus puissante de l’Avon (32,7 kN).
Mk.114Désignation militaire de l’Avon RA.7 ci-dessus.
RA.14Désignation civile de l’Avon avec chambre de combustion tubo-annulaire et un compresseur inspiré du Sapphire (42 kN).
Série Mk.200Désignation militaire de l’Avon RA.14 ci-dessus.
RA.26Version améliorée de la série Mk.200.
RA.29Désignation civile de la série Mk.300.
Mk.301 / Mk.302Dernière évolution de l’Avon, utilisé dans l’English Electric Lightning (56,45 kN à sec, 72,77 kN avec postcombustion).
Svenska Flygmotor RM5Production sous licence du RA.3/Mk.109 pour le Saab Lansen.
Svenska Flygmotor RM6Version plus puissante du RA.29/Mk.300 pour le Saab Draken.
Westinghouse XJ54Version de l’Avon destinée à être produite et vendue par Westinghouse aux États-Unis.

## Utilisations

### Aéronefs militaires
- CA-27 Avon-Sabre
- de Havilland Sea Vixen
- English Electric Canberra
- English Electric Lightning
- Fairey Delta 2
- Hawker Hunter
- Ryan X-13 Vertijet
- Saab 35 Draken
- Saab 32 Lansen
- Supermarine Swift
- Vickers Valiant

### Aéronefs civils
- de Havilland Comet
- Sud Aviation Caravelle

### … et ailleurs
- L’Avon est toujours vendu comme un générateur électrique compact, d’une grande fiabilité[2]. Sous le nom d’Avon 1533, il a généré sans interruption un maximum de 16,02 MW à 7 900 tours par minute avec un rendement thermique de 30 %. En 1982, un moteur Avon en service dans une installation canadienne de pompage a fonctionné 53 000 heures avant de nécessiter une révision majeure. En 1994, un autre moteur Avon utilisé par l’industrie a su fonctionner sans interruption pendant 476 jours (11 424 heures). Enfin, en 2009, Rolls Royce annonce que le palier des 100 000 heures de fonctionnement pour un générateur Avon a été franchi[4].
- L’EAS1 Avon, autre déclinaison de générateur électrique compact, peut produire une puissance continue de 14,9 MW.
- Le 4 octobre 1983, la Thrust2 de Richard Noble, motorisée par un seul Rolls-Royce Avon 302, améliore le record de vitesse terrestre, atteignant 1 019,46 km/h dans le désert de Black Rock dans le Nevada.

## Exemplaires survivants
- Plusieurs particuliers possèdent encore des Hawker Hunter motorisés par des Avon en état de voler en 2010[5].
- Thunder City, une entreprise aéronautique du Cap en Afrique du Sud, opère encore en 2011 deux English Electric Lightning équipés d’Avon[6].

## Moteurs exposés

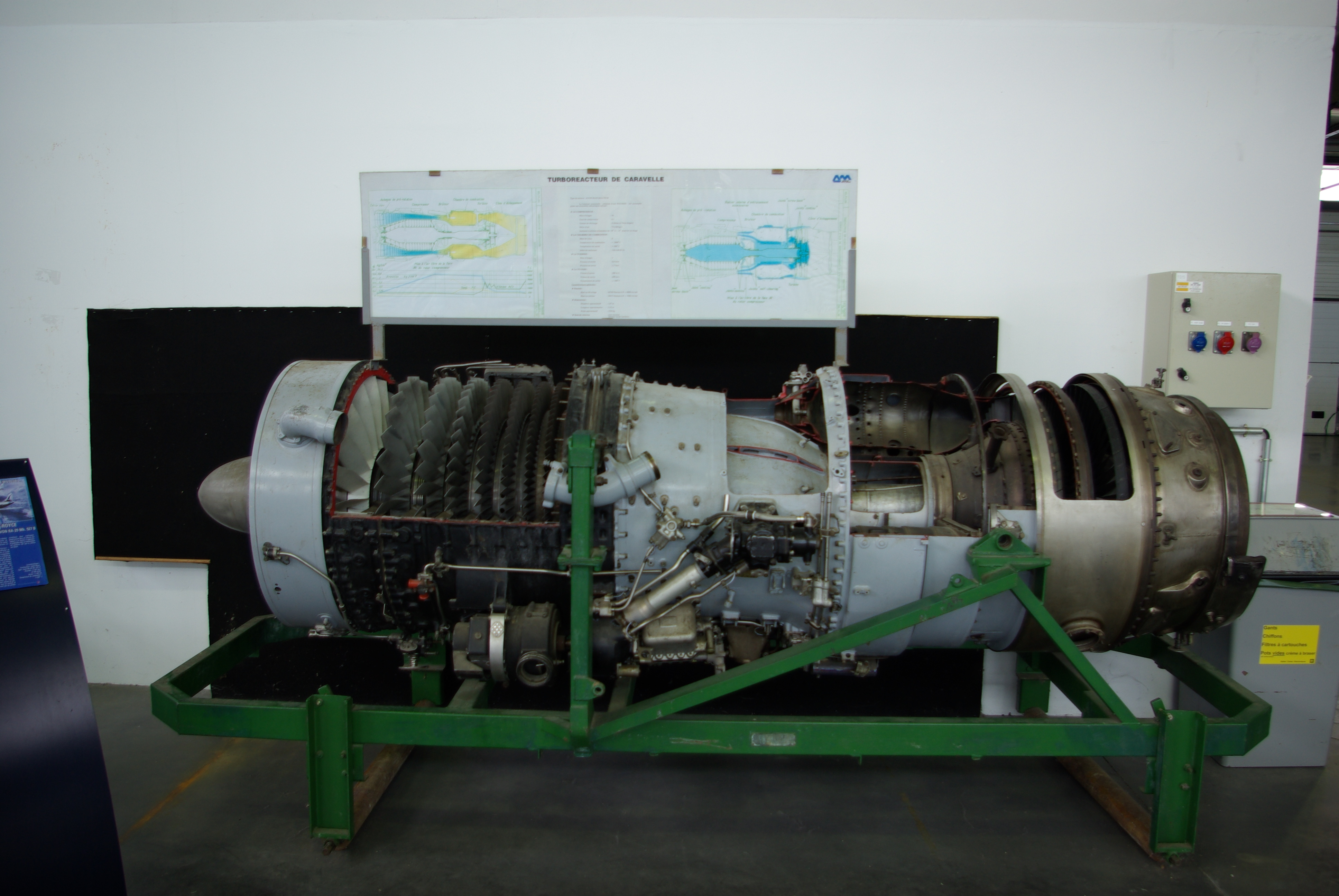
Coupe d’un réacteur de Caravelle, exposé à Angers.

- Rolls-Royce a fait don d’un Avon Mk.203 au musée national de l’US Air Force en juillet 1986 pour y être exposé au public[7].
- Un Rolls-Royce Avon est visible au Midland Air Museum[8], à proximité de l’aéroport de Coventry (en).
- Un Rolls-Royce Avon Mk.203 est exposé au Royal Air Force Museum London[9].
- Un écorché d’Avon Mk.101 est visible au Royal Air Force Museum Cosford[10].
- Un Avon RA.29/Mk. 527 B est visible au musée régional de l'air d'Angers-Marcé.